# Цховребов, Вадим Шотаевич
Вади́м Шота́евич Цховре́бов — глава администрации Цхинвала (2005—2007), руководитель Юго-Осетинского предприятия хлебобулочных изделий (ЮОПХБИ), кандидат в президенты Южной Осетии (2011).

## Биография
Вадим Цховребов родился 18 апреля 1965 года в городе Цхинвали ЮО АО ГССР. В 1982 году окончил цхинвальскую среднюю школу № 2. С 1983 до июня 1984 года работал звукооператором в Государственном вокально-инструментальном ансамбле «Бонварон».
В 1984—1986 годах служил в рядах Советской Армии. С ноября 1986 года работал на Цхинвальском лесокомбинате.
В 1987 году поступил в Петропавловск-Камчатское высшее инженерное училище, которое окончил в 1992 году. Параллельно с учёбой работал (в том числе инженером-химиком на базе океанического рыболовства). После окончания училища направлен в Камчатское судоремонтное объединение «Камсуда» технологом.
В 1994—2000 работал на Камчатке в торговле (вплоть до должности директора ООО «Камчатпродснаб»).
В 2002 году назначен директором Юго-Осетинского предприятия хлебобулочных изделий. В ходе войны 2008 года предприятие не прекращало выпуск хлеба. Под руководством Цховребова хлебокомбинат получил новое здание и обновил оборудование (в рамках Инвестпрограммы в 2015-17 годы), открылись филиалы в районах. К открытию нового здания на комбинате испекли самые большие в мире осетинские пироги (диаметром 120 см). Сотрудники ЮОПБХИ получают относительно высокие зарплаты.
В 2004 и 2009 избирался депутатом в Парламент Республики Южная Осетия от партии «Единство».
С 2005 по 2007 год возглавлял Администрацию города Цхинвала.
В 2005 году награждён медалью «В ознаменование пятнадцатилетия Республики Южная Осетия».
В 2009 году награжден медалью «За службу на страже мира в Южной Осетии».
В 2010 году награждён орденом Почёта Республики Южная Осетия.
В 2011 году баллотировался на пост президента Южной Осетии, но, набрав 9,9 % голосов, не прошёл во второй тур. В своей предвыборной программе делал упор на экономических вопросах.
Женат, воспитывает троих детей.